# Pristimantis rivasi
Pristimantis rivasi es una especie de anfibio anuro de la familia Craugastoridae.

## Distribución geográfica
Esta especie es endémica del estado de Zulia en Venezuela. Se encuentra en Rosario de Perijá y Machiques de Perijá entre los 1438 y 1933 m sobre el nivel del mar en la Sierra de Perijá.

## Descripción
Los machos miden de 25 a 30 mm y las hembras 41 mm.

## Etimología
Esta especie lleva el nombre en honor a Gilson Rivas Fuenmayor.

## Publicación original
- Barrio-Amorós, Rojas-Runjaic & Barros, 2010 : Two new Pristimantis (Anura: Terrarana: Strabomantidae) from the Sierra de Perijá, Venezuela. Zootaxa, n.º 2329, p. 1–21.[4]